# Leptobrachella arayai
A Leptobrachella arayai a kétéltűek (Amphibia) osztályának békák (Anura) rendjébe és a  csücskösásóbéka-félék (Megophryidae) családjába tartozó faj.

## Rendszerezésük
A fajt Matsui írta le 1997-ben. Sorolják a Leptolalax nembe Leptolalax arayai néven is.

## Előfordulásuk
A Malajziához tartozó Borneó szigetének északi részén honos. Természetes élőhelyei a szubtrópusi vagy trópusi síkvidéki és hegyi esőerdők, folyók és patakok környékén.